# Tyler Ennis
Tyler Foster Ennis, född 6 oktober 1989 i Edmonton, Alberta, är en kanadensisk professionell ishockeyspelare som spelar för Edmonton Oilers i NHL.
Han har tidigare spelat på NHL-nivå för bland annat Minnesota Wild och Buffalo Sabres och på lägre nivåer för Portland Pirates i AHL, SCL Tigers i NLA och Medicine Hat Tigers i WHL. 

## Spelarkarriär

### NHL

#### Buffalo Sabres
Ennis valdes av Buffalo Sabres som 26:e spelare totalt i 2008 års NHL-draft.

#### Minnesota Wild
30 juni 2017 tradades han tillsammans med Marcus Foligno och ett draftval till Minnesota Wild i utbyte mot Marco Scandella, Jason Pominville och ett draftval.
Med ett år kvar av sitt kontrakt med Minnesota Wild blev han den 1 juli 2018 utköpt av klubben.

#### Toronto Maple Leafs
Några dagar efter, den 6 juli 2018, skrev han på ett ettårskontrakt värt 650 000 dollar med Toronto Maple Leafs. Ennis gjorde sitt första hattrick i NHL-karriären den 4 mars 2019 mot Calgary Flames.

#### Ottawa Senators
I egenskap av free agent skrev Tyler Ennis på ett kontrakt med Ottawa Senators inför säsongen 2019/20, värt 800 000 dollar. Den 24 februari trejdades Ennis till Edmonton Oilers i utbyte mot ett draftval i femterundan i NHL-draften 2021.

#### Edmonton Oilers
Ennis spelade totalt 12 matcher för Edmonton Oilers under säsongen 2019/20, varav tre matcher i playin-serien mot Chicago Blackhawks som Edmonton dock förlorade. 

## Landslagskarriär
Han deltog i JVM 2009 i Ottawa, Kanada, där laget lyckades ta guld efter finalvinst mot Sverige.
Ennis vann VM-guld då han representerade sitt hemland Kanada i VM i Tjeckien 2015, när Kanada besegrade Ryssland i finalen.

## Statistik

### Klubbkarriär
| 2004–05    | Knights of Columbus Pats | AMHL       | 36  | 15  | 17  | 32  | 10  | —  | — | —  | —  | —  |
| 2005–06    | Medicine Hat Tigers      | WHL        | 43  | 3   | 7   | 10  | 10  | 7  | 0 | 0  | 0  | 0  |
| 2006–07    | Medicine Hat Tigers      | WHL        | 71  | 26  | 24  | 50  | 30  | 22 | 8 | 4  | 12 | 6  |
| 2007–08    | Medicine Hat Tigers      | WHL        | 70  | 43  | 48  | 91  | 42  | 5  | 0 | 4  | 4  | 6  |
| 2008–09    | Medicine Hat Tigers      | WHL        | 61  | 43  | 42  | 85  | 21  | 11 | 8 | 11 | 19 | 10 |
| 2009–10    | Buffalo Sabres           | NHL        | 10  | 3   | 6   | 9   | 6   | 6  | 1 | 3  | 4  | 0  |
|            | Portland Pirates         | AHL        | 69  | 23  | 42  | 65  | 12  | —  | — | —  | —  | —  |
| 2010–11    | Buffalo Sabres           | NHL        | 82  | 20  | 29  | 49  | 30  | 7  | 2 | 2  | 4  | 4  |
| 2011–12    | Buffalo Sabres           | NHL        | 48  | 15  | 19  | 34  | 14  | —  | — | —  | —  | —  |
| 2012–13    | Buffalo Sabres           | NHL        | 47  | 10  | 21  | 31  | 16  | —  | — | —  | —  | —  |
|            | SCL Tigers               | NLA        | 9   | 3   | 5   | 8   | 0   | —  | — | —  | —  | —  |
| 2013–14    | Buffalo Sabres           | NHL        | 80  | 21  | 22  | 43  | 42  | —  | — | —  | —  | —  |
| 2014–15    | Buffalo Sabres           | NHL        | 78  | 20  | 26  | 46  | 37  | —  | — | —  | —  | —  |
| 2015–16    | Buffalo Sabres           | NHL        | 23  | 3   | 8   | 11  | 11  | —  | — | —  | —  | —  |
| 2016–17    | Buffalo Sabres           | NHL        | 51  | 5   | 8   | 13  | 12  | —  | — | —  | —  | —  |
| 2017–18    | Minnesota Wild           | NHL        | 73  | 8   | 14  | 22  | 12  | 1  | 0 | 0  | 0  | 0  |
| 2018–19    | Toronto Maple Leafs      | NHL        | 33  | 7   | 4   | 11  | 2   | 5  | 0 | 2  | 2  | 2  |
| 2019–20    | Ottawa Senators          | NHL        | 61  | 14  | 19  | 33  | 16  | —  | — | —  | —  | —  |
|            | Edmonton Oilers          | NHL        | 9   | 2   | 2   | 4   | 4   | 3  | 1 | 1  | 2  | 4  |
| NHL totalt | NHL totalt               | NHL totalt | 613 | 133 | 180 | 313 | 202 | 22 | 4 | 8  | 12 | 10 |
| AHL totalt | AHL totalt               | AHL totalt | 69  | 23  | 42  | 65  | 12  | —  | — | —  | —  | —  |